# Prémont
Prémont és un municipi francès del departament de l'Aisne, als Alts de França.
Forma part de la Communauté de communes du Pays du Vermandois.

## Història
Prémont fou una de les 12 parròquies del Cambrésis.

## Administració
Des de 2001 l'alcalde de Prémont és MIchel Collet (PS). És el Conseller General del Comtat.

## Demografia
- 1962: 817 habitants.
- 1975: 707 habitants.
- 1982: 701 habitants.
- 1990: 675 habitants.
- 1999: 714 habitants.
- 2007: 715 habitants.
- 2008: 736 habitants.[1]

## Llocs i monuments
- Església de Saint-Germain.
- La Capella de Notre-Dame dels 7 dolors.
- Granja de la Maladrerie.